# Vlag van Vosges

Vlag van Vosges

De vlag van Vosges is de officiële vlag van het Franse departement Vosges. De vlag is afgeleid van het wapen van dit departement.
De vlag bestaat uit twee horizontale helften:
1. Bovenste helft: Een gele achtergrond met een diagonale rode balk die van de bovenhoeken van de vlag loopt. Op de rode balk staan drie witte griffioenen (een mythologische combinatie van een adelaar en een leeuw) die naar links kijken.
2. Onderste helft: Een groene achtergrond met een witte driehoekige vorm in het midden (die lijkt op een omgekeerde berg). Binnen dit gebied staan drie witte sparrenbomen – een grote spar in het midden en twee kleinere sparren symmetrisch aan de zijkanten.

Het ontwerp herinnert aan de bossen met groene dennenbomen in de zomer en witte dennenbomen in de winter, de bergen en de sneeuw. Het bovenste helft geeft aan dat het departement Lotharingen is. Het wapen en de vlag werd aangenomen op 30 januari 1946. Het ontwerp is van Robert Louis.
Naast deze vlag is er een logovlag in gebruik.

Vlag van Lotharingen
Logovlag